# 琵琶の滝 (奈良県川上村)
琵琶の滝（びわのたき）は、 奈良県吉野郡川上村下多古にあるにある一級河川・紀の川（奈良県内では吉野川と呼ばれる）の支流の下多古川にある滝。落差は50メートル。
紀の川（奈良県内では吉野川と呼ばれる）の支流である下多古川にある滝で、登山口から徒歩で40分かかり、途中に、吊り橋や、ロープつたいに歩く岩場がある。高さは約50メートルあり、落下途中で、せり出た岩壁により、一度砕けてから滝壺に流れ落ちる二段式の滝で、滝壺が2つある。滝見台から全景を見ることができる。

## 交通
- 近畿日本鉄道（近鉄）吉野線大和上市駅下車、川上村コミュニティバスのやまぶきバス、または、2町3村広域連携コミュニティバスの「ゆうゆうバス」で、柏木行下多古下車、徒歩3km[3]。路線図・時刻表は外部リンクのコミュニティバス参照。
- 自家用車の場合、下多古林道終点より徒歩1キロメートル[3]。